# HMS Royal Oak (08)
HMS Royal Oak je bila britanska bojna ladja iz prve in druge svetovne vojne. Spadala je v razred britanskih bojnih ladij revenge. V ta razred je spadalo pet ladij. Gradnja ladje se je pričela 15. januarja 1914, splovljena je bila 17. novembra 1914, prvega maja 1916 pa predana britanski kraljevi mornarici.
V času prve svetovne vojne se je udeležila bitke pri Jutlandiji, v kateri ni doživela hujših poškodb. Po koncu vojne je v britanska pristanišča spremljala nemške bojne ladje, ki jih je nemška cesarska mornarica predala Britancem ob koncu prve vojne. V medvojnih letih je križarila po Atlantiku in Sredozemlju ter tam varovala britanske pomorske interese. V času španske državljanske vojne se je zapletla v nekaj resnih incidentov tako z nacionalisti kot tudi z republikanci. Ladja je nato 24. novembra 1938 iz Britanije na Norveško pripeljala truplo norveške kraljice Maud.
Drugo svetovno vojno je ladja dočakala zasidrana v pristanišču Scapa Flow. Oktobra 1939 se je udeležila lova na pobeglo nemško križarko Gneisenau, nato pa se je po neuspešnem lovu 12. oktobra, poškodovana zaradi neviht, vrnila v Scapa Flow, kjer so ji zaupali obrambo te izredno pomembne britanske baze.
Ladja je svojo usodo dočakala dva dni kasneje, 14. oktobra v zgodnjih jutranjih urah, ko jo je zasidrano v zalivu na Orkneyskih otokih torpedirala nemška podmornica U-47. HMS Royal Oak je tako postala prva bojna ladja od skupno petih, ki jih je Velika Britanija izgubila med drugo svetovno vojno. V napadu nemške podmornice je umrlo 833 mornarjev od skupno 1.234, kolikor jih je bilo na ladji. Napad in potopitev ladje je Britance popolnoma pretresel, Nemci pa so bili nad uspelim napadom izredno navdušeni, saj se jim je posrečilo izvesti nekaj, kar je bilo skoraj nemogoče, napad na izredno dobro utrjeno in branjeno sovražnikovo pomorsko oporišče.